# Kabinet
Kabinet (fr. cabinet) – reprezentacyjny, bogato zdobiony mebel skrzyniowy, zawierający wiele skrytek i szufladek służących do przechowywania klejnotów, pieniędzy, dokumentów itp., popularny od XVI do XVIII w. Zamykany parą drzwiczek lub odchylaną do poziomu płytą służącą do pisania. Kabinet umieszczano na podstawkach lub na komodach. 

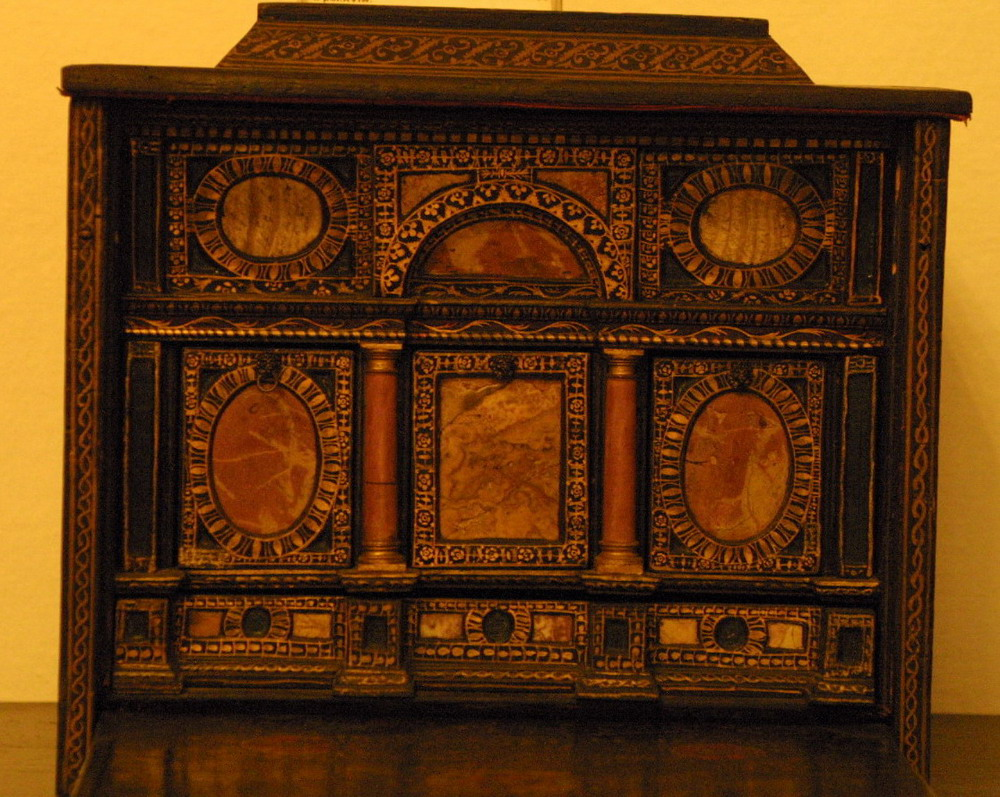
Wenecki kabinecik z II poł. XVI wieku

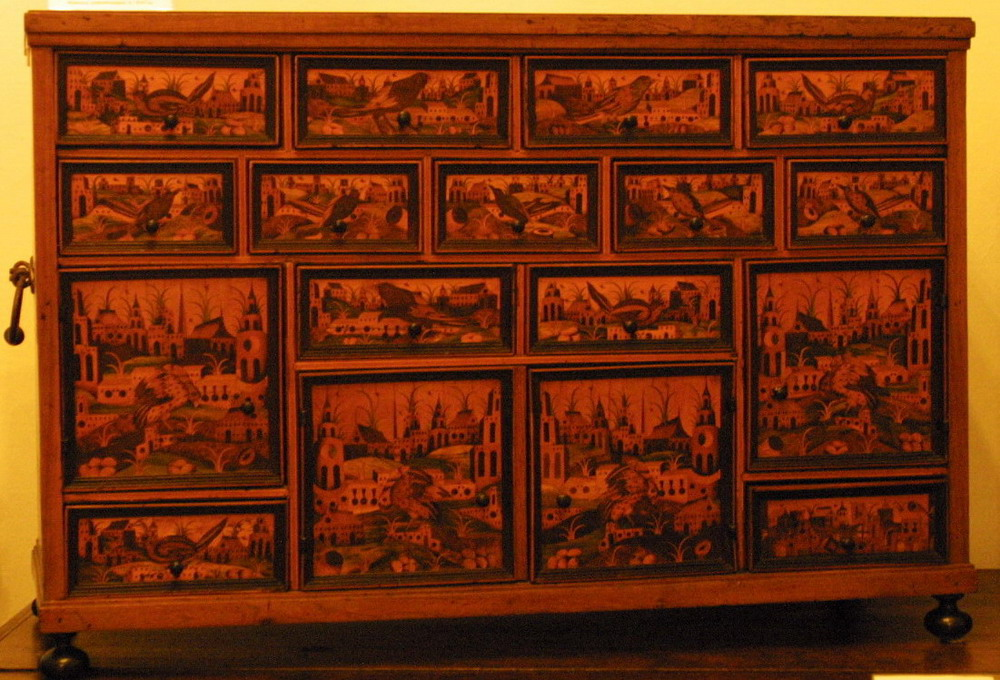
Południowoniemiecki kabinet z końca XVI w. dekorowany intarsją

Mebel, pod nazwą stipo, pojawił się przed połową XVI w. we Włoszech. Przednią ściankę zdobiono bogatą dekoracją o podziałach architektonicznych. Szczególnie słynne stipo, nazywane w krajach północnych kabinetami, pochodziły z Ligurii, gdzie dekorowano je miniaturami na szkle, oraz z Toskanii, z dekoracją pietra dura (mozaika florencka). Mniej więcej w tym samym czasie zaczęto używać podobnego mebla, nazywając go bargueno (vargueno), w Hiszpanii. Hiszpańskie kabinety miały skromniejszy wygląd zewnętrzny, za to ich wnętrza zdobione były bogato rzeźbą, inkrustacją i złoceniami podkreślającymi układ szuflad. Bargueno miały zazwyczaj opuszczaną przednią ściankę, służącą jako płyta do pisania, lub nie miały w ogóle zakrycia szufladek. Ustawiano je na skrzyni z szufladami lub ażurowej podstawie. 
Jeszcze w XVI wieku kabinety stały się popularne we Francji, Anglii, Niderlandach i Niemczech. Francuskie nawiązywały do aktualnych tendencji w architekturze. Wykonywane były z orzechowego drewna, często zdobiono je kością słoniową, mozaiką lub płaskorzeźbami. W Anglii od połowy XVII w. zatraciły swój użytkowy charakter, stając się meblami ozdobnymi. Wykładano je orzechowym fornirem, imitacją orientalnej laki lub markieterią (intarsją) o roślinnych motywach. Części środkowej (układowi szuflad) nadawano nieraz przy pomocy malowideł i systemu luster iluzjonistyczny charakter. W XVIII wieku, w angielskich kabinetach, zaczęto zamiast szufladek umieszczać szklane półki, na których ustawiano porcelanę. 
W Polsce najpopularniejsze były kabinety z Antwerpii i południowych Niemiec. Ośrodki te wyspecjalizowały się w produkcji inkrustowanych, dużych kabinetów. W XVII wieku pojawiły się duże kabinety w formie komody-sekretery, nazywane scribanne. Wyrabiano je głównie we Flandrii i Holandii. 
Nazwą kabinet, początkowo stosowaną do samej skrzyni zawierającej schowki i szuflady, zaczęto określać później dwuczęściowy mebel, składający się również z podstawy, najczęściej w formie skrzyni, wyrabianej jako całość z właściwym kabinetem. Kabinet do postawienia na innym meblu nazywano w Polsce kabinecikiem.